# Jean Victor Audouin
Jean Victor Audouin, född 27 april 1797 i Paris, Frankrike, död 9 november 1841 i Paris, var en fransk zoolog, vars arbeten – som han delvis skrev i samarbete med Henri Milne-Edwards – behandlar huvudsakligen de lägre djurens anatomi och system. 
Audouin invaldes som utländsk ledamot av svenska Vetenskapsakademien 1833 och som ledamot av franska Vetenskapsakademien 1838.

## Biografi
Audouin utbildades inom medicinområdet. År 1824 utnämndes han till assistent till Pierre André Latreille, professor i entomologi vid Muséum national d'Histoire naturelle, där han 1833 blev Latreilles efterträdare.

## Karriär och vetenskapligt arbete
Audouins huvudverk, Histoire des insectes nuisibles à la vigne (1842), färdigställdes efter hans död av Henri Milne-Edwards och Émile Blanchard. Många av hans uppsatser publicerades i Annales des sciences naturelles, som han tillsammans med Adolphe-Théodore Brongniart och Jean-Baptiste Dumas grundade 1824, samt i Société entomologique de France, av vilka han var en av grundarna 1832.
Audouin bidrog också till andra grenar av naturhistorien. Tillsammans med Brongniart och Jean Baptiste Bory de Saint-Vincent var han medförfattare till Dictionnaire Classique d'Histoire Naturelle, och tillsammans med Henri Milne-Edwards samarbetade han om en studie av marina djur som finns i franska kustvatten. Han fullbordade också Marie Jules César Savignys ornitologiska avsnitt av Description de l'Egypte (1826). Audouin studerade också amfibier och reptiler, och från 1827 till 1829 beskrev han fyra nya arter av ödlor och en ny grodart.
År 1843 namngav mykologen David Gruby svamparten Microsporum audouinii efter honom. "Audouins mås" (Larus audouinii) är en fågelart uppkallad till hans ära, liksom den röda algen Audouinella, och på franska språket är termen poche copulatrice d'Audouin (Audouins kopulatoriska påse) ett annat namn för spermatheca (bläckfisk).